# Unserer Lieben Frau (Frohnberg)

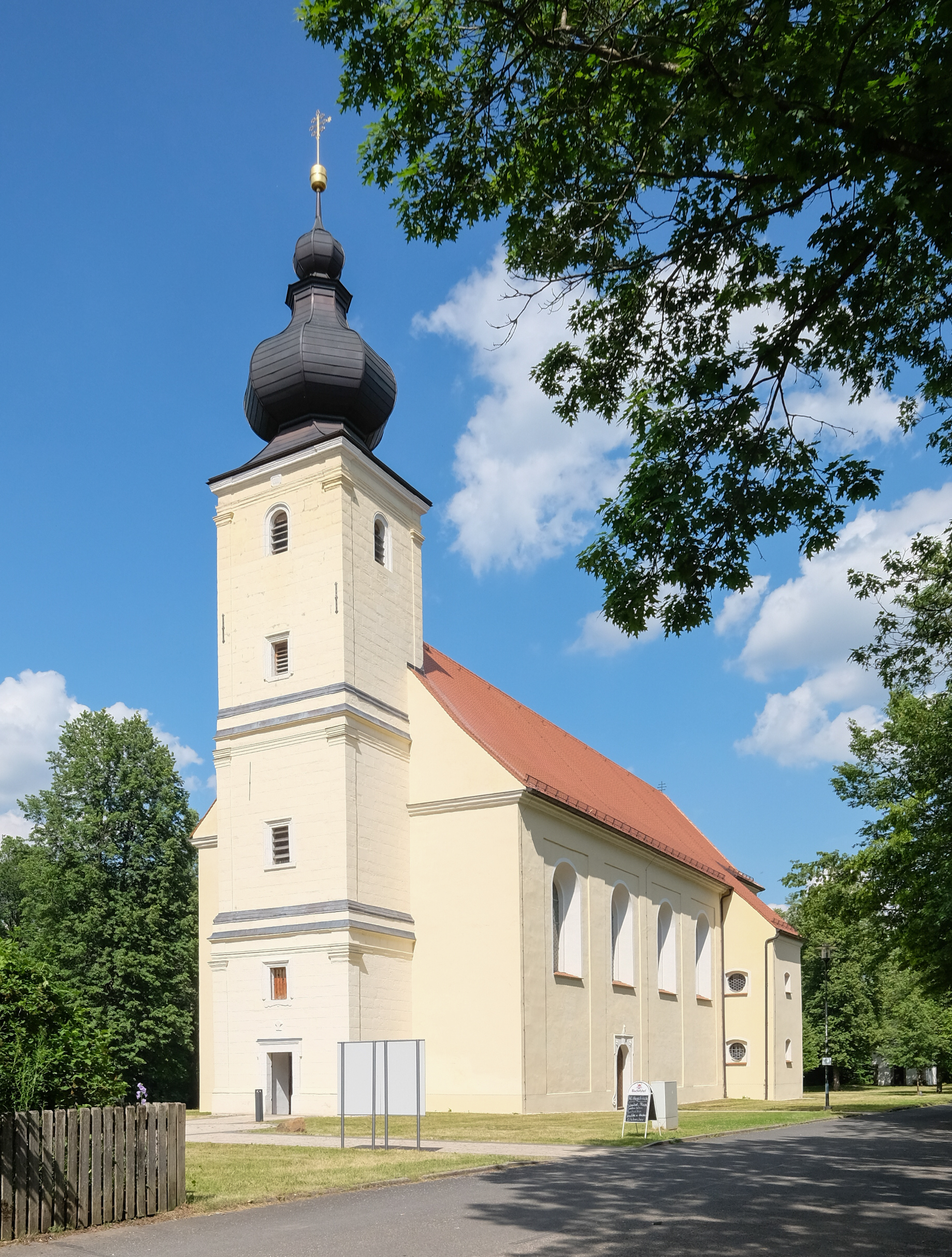
Unserer Lieben Frau (Frohnberg)

Die römisch-katholische, denkmalgeschützte Wallfahrtskirche Unserer Lieben Frau steht in Frohnberg, einem Gemeindeteil des Marktes Hahnbach im Landkreis Amberg-Sulzbach der Oberpfalz. Das Bauwerk ist unter der Denkmalnummer D-3-71-126-30 als Baudenkmal in die Bayerische Denkmalliste eingetragen.

## Beschreibung
Das Langhaus und der eingezogene, dreiseitig geschlossene Chor im Osten wurden von 1723 bis 1725 erbaut. Der Fassadenturm aus Quadermauerwerk, dessen Putz mit Gesimsen in drei Geschosse und an den Ecken mit Pilastern gegliedert ist, wurde 1751/52 im Westen angefügt. Er ist bedeckt mit einer Welschen Haube. Die Innenräume von Langhaus und Chor sind mit Stichkappengewölben überspannt. Die Kirchenausstattung stammt aus der Erbauungszeit. Im Tabernakel des Hochaltars befindet sich ein um 1500 entstandenes Gnadenbild. Im Altarretabel ist die Himmelfahrt Mariä dargestellt. Die Seitenaltäre, auf deren Altarretabel der heilige Johannes Nepomuk und der heilige Wendelin dargestellt sind, wurden um 1900 aus der Pfarrkirche von Hahnbach übernommen. An den Langhauswänden befinden sich Gemälde über den Kreuzweg. Die Orgel wurde 1897 von Willibald Siemann im Gehäuse von Elias Hößler aus dem Jahr 1735 gebaut.